# 尚服
尚服，女官名。管理供服用采章之数，隋朝、唐朝、宋朝、金朝、明朝都设置。
隋文帝开皇二年（582年）开始设置，为宫廷女官六尚之一，掌管宫内服用采章之数，视为从九品。隋炀帝改为从五品，为尚服局长官，编制二人。唐朝改为正五品，下设司宝、司衣、司饰、司仗四司。宋朝、金朝、明朝都按照唐朝制度设置。明成祖永乐之后，把职权归于宦官。